# دیدی ابولی
دیدی ابولی (به لاتین: Didi Abuli) یک کوه در گرجستان است که در گرجستان واقع شده‌است. دیدی ابولی ۳٬۳۰۰ متر بالاتر از سطح دریا واقع شده‌است.